# Paracomantenna minor
Paracomantenna minor is een eenoogkreeftjessoort uit de familie van de Aetideidae. De wetenschappelijke naam van de soort is voor het eerst geldig gepubliceerd in 1905 door Farran.